# Thomas Brezina
Thomas Conrad Brezina, (Viena, 30 de enero de 1963) es un escritor austriaco de libros para niños
y jóvenes. Sus más de 400 libros han sido traducidos a 32 idiomas. Dos de sus colecciones son El equipo tigre y Todos mis monstruos.

## Vida
Thomas Brezina comenzó a escribir a una edad muy temprana. También trabajó manejando marionetas para el payaso austriaco Arminio Rothstein.
Después escribió guiones para programas de radio y luego para la cadena de televisión publica de Austria ORF, donde acabó siendo presentador de un programa para niños.
Su despegue como escritor llegó en 1990 con la serie de libros The Knickerbocker Gang. Después creó el personaje de Tom Turbo, una bicicleta detective.
Desde 2008 Brezina dirige el programa infantil okidoki, de la ORF.
Brezina ha recibido la Condecoración de Honor de la República de Austria.
Brezina vive en Viena y Londres. Es embajador de UNICEF para la infancia.